# جيسيكا بونيلا
جيسيكا بونيلا (بالإسبانية: Jessica Bonilla) هي دراجة مكسيكية، ولدت في 13 أبريل 1996.

## وصلات خارجية
- جيسيكا بونيلا على موقع أرشيف الدراجات (الإنجليزية)